# Awnik
|  | Per a altres significats, vegeu «Arzanene». |

Awnik, coneguda a Turquia com Avnik Kalesi, és una antiga fortalesa o castell al cim d'una muntanya propera a la vila de Güzelhisar, a la província d'Erzurum a Turquia. Antigament corresponia a la província armènia de Bassèn.

## Història antiga
Té un origen probablement urartià. Sota aquemènides i sassànides fou conegut com a Ab-Nik d'on va derivar el seu nom grec, Abnikon. A la meitat del segle xi els turcs seljúcides (sultan Tughril i el seu germà Ibrahim Inal) no la van poder conquerir. Finalment el 1071, després de la batalla de Mantziciert, els saltúkides d'Erzurum en van prendre possessió i hi van fer notables restauracions.

## Període medieval
Destruida pels mongols al segle xiii, fou restaurada per l'il-kan Oljeitu poc després de 1300. És possible que el darrer kan il-kànida Abu Said Bahadur Khan hagués estat proclamat en aquest castell el 1316.
En la campanya de 1387 contra els Kara Koyunlu, el primer objectiu timúrida fou la fortalesa anomenada de Bayazid (antigament Fort d'Aydin); tot el territori de l'entorn fou ocupat i saquejat; després les tropes timúrides van seguir fins a la fortalesa d'Awnik o Avnik al Bassèn, considerada impregnable i governada per Misr Khoja (Mazar), fill de l'amir Kara Mehmed dels Kara Koyunlu; tot l'entorn fou saquejat però la fortalesa no va ser atacada. En canvi Erzurum, uns quilòmetres al nord d'Awnik, va seguir i fou ocupada el mateix dia que van arribar

## Conquesta d'Awnik per Tamerlà (1394)
Mazar (Misr Khoja), fill de Kara Mehmed, amir governador d'Awnik, no s'havia sotmès a Tamerlà i persistia en rebutjar anar a la cort a postrar-se davant Timur. Aquest va decidir que calia anar a Awnik i conquerir-la. Va enviar amb aquesta finalitat al mirza (príncep) Muhammad Sultan i ell hi va seguir en persona el 24 de juny. Va acampar a la plana d'Alazgird o Malazgird i d'allí va passar per la muntanya Kiofatak arribant dos dies després a Awnik. El seu net no feia gaire que havia arribat i ja estava atacant; en poc temps, amb el suport de l'exèrcit recent arribat, es van apoderar de les muralles, que foren destruïdes i Mazar es va retirar a la fortalesa situada a una muntanya alta i escarpada en la qual tots els passos estaven fortificats.
El 27 de juny Mazar va enviar el seu fill i al seu lloctinent amb regals, demanant excuses per no haver anat personalment a homenatjar a Timur i ser excusat per aquesta vegada i assegurant que en el futur seria el mes lleial dels seus súbdits. Timur li va garantir la vida amb la única condició de sortir de la fortalesa. Mazar com altres abans que ell, no se'n va refiar i va decidir resistir cosa que va comunicar amb una pluja de fletxes. L'endemà l'amir Tahartan va intentar fer de mediador i va aconsellar a Mazar de rendir-se. Mazar va enviar el seu fill i un parent de nom Setilmish amb regals i va fer el mateix oferiment que havia fet: Timur llavors va fer empresonar als negociadors (i Setilmish fou executat en secret); el 29 de juny Muhammad Sultan es va incorporar a l'assalt i durant la nit va fer pujar als soldats per la muntanya i a primera hora van donar l'assalt que va durar tot el dia; durant l'assalt un traïdor va fer saber als timúrides que si s'anunciava la detenció de Setilmish, que resultava ser de fet qui dirigia les tropes de la fortalesa, la moral baixaria. Timur ja havia fet matar a Setilmish però llavors va presentar al fill de Mazar (que era un nen de 6 anys) i el va fer suplicar el perdó pel seu pare i que si l'acordava ell mateix aniria a buscar-lo per venir a servir al gran emir com el millor súbdit. Timur li va permetre anar a buscar al pare i públicament li va dir que li concedia la vida de Mazar si l'anava a veure en persona; el jove príncep es va retirar amb diverses mostres d'honor concedides per Timur. Els assetjats, que no coneixien les condiciones de rendició que exigia Timur, van començar a murmurar contra Mazar, però aquest no va cedir i va persistir en la resistència.
Timur va ordenar continuar l'assalt i amb maquines de setge i tota mena de projectils la lluita va seguir. Llavors va sortir la mare de Mazar i es va tirar als peus de Timur suplicant per la vida del seu fill. Altre cop Timur va accedir, va concedir honors a la mare i li va concedir el perdó de Mazar si aquest sortia, però una vegada mes s'hi va negar.
Timur va fer construir llavors una mena de torre formada per arbres (anomenada per de la Croix com Meljour, paraula que no té traducció); es van tallar els arbres de la rodalia fins a tres dies de distància, i es van portar per ser acumulats davant la fortalesa fins que el “meljour” fou mes alt que la fortalesa i dominava el interior d'aquesta. Un regiment es va situar dalt del meljour i les maquines de setge van seguir bombardejant amb pedres; el 22 de juliol els assetjats no tenien gairebé aigua i es va expulsar els habitants civils quedant només la guarnició.
Les pedres continuaven destruint cases i Mazar, sense saber que fer, va enviar al seu lloctinent a implorar la intercessió de Muhammad Sultan; per enèsima vegada el lloctinent va aconseguir el perdó per Mazar si sortia i va rebre diversos detalls de honor podent retornar a la fortalesa, però Mazar va refusar altre cop.
Poc després un escamot timúrida es va poder acostar al peu d'una zona de la muralla on va facilitar l'accés a més soldats que van començar la tasca de sapa. Els murs d'aquella zona van estar arruïnats en poc temps. La guarnició aviat se'n va adonar de que estava perduda; alguns es van suïcidar tirant-se des de dalt de la muntanya i altres es van girar contra Mazar i van reclamar la rendició llençant les seves armes al terra. Mazar, desesperat, va enviar a la seva mare i al seu fill a Timur, un divendres, sembla que el 8 d'agost. Timur una vegada mes li va concedir la vida a canvi de sortir i que si no ho feia mataria a tots els que trobés a la fortalesa i seria culpa de Mazar; aquest encara no va sortir però aquella nit els seus servidors el van abandonar i l'endemà va sortir amb un sudari i una espasa al coll, i va suplicar la protecció del mirza Muhammad Sultan, prometent ser en endavant el mes fidel dels esclaus del emperador i que només volia la vida per poder servir a Timur; el príncep es va compadir i va demanar la gràcia a Timur que li va concedir.
Les armes de la fortalesa foren recollides. Timur va decretar que Mazar i Aiza (príncep ortúquida de Mardin), casos semblants, serien portats a Sultaniya i d'allí Mazar seria portat a Samarcanda. Totes les riqueses de la plaça foren repartides entre els que havien mostrat valor en el setge. L'amir Altimish o Iltimish (Atilmish) va rebre el govern de la fortalesa amb soldats per defensar-la., Cinc dies va romandre Timur a Awnik i el 13 d'agost de 1394 en va sortir.

## Awnik timúrida
Poc temps després Pir Muhammad ibn Jahangir amb suport de tropes manades pel príncep kurd Malik Izz al-Din, van perseguir al kara koyunlu Kara Yusuf (1390-1420) fins a la rodalia d'Awnik, però no el van poder atrapar.
Sota Tamerlà altre cop s'hi van fer reparacions. Abans de 1400 el governador Altimish o Atilmish (que estava emparentat a Tamerlà per matrimoni) fou capturat en una incursió dels mamelucs i portat presoner al Caire. Awnik va servir de base a Timur en la seva expedició contra els otomans de Bayazid I (1400-1402). També fou la base per incursions a Geòrgia. El banquet funerari de Muhammad Sultan es va celebrar a Awnik (1403).Des d'Awnik, el taüt del príncep va ser portat a Sultaniya i d'allà a Samarcanda. El 1404 Timur va passar per Myana i va seguir més enllà, i quan estava prop de Sertxem, es va trobar amb Duladai, governador d'Awnik, que havia anat a fer-li reverències

## Història moderna i contemporània
Als primers anys del segle xv fou dominada pels Kara Koyunlu. La família de Shah Kubad (+ 1438), fill de Iskandar ibn Kara Yusuf (1420-1438) la va utilitzar com a refugi. A la segona meitat del segle xv va estar en poder dels Ak Koyunlu i al segle xvi dels Otomans.
Va quedar destruïda per un terratrèmol el 1922 i les pedres utilitzades com a cantera per la població local. Actualment no és accessible.